# Коблет, Хуго
Хуго Коблет (нем. Hugo Koblet; 21 марта 1925, Цюрих — 6 ноября 1964, Устер, Цюрих) — бывший швейцарский профессиональный шоссейный велогонщик. Победитель Тур де Франс (1951) и Джиро д'Италия (1950).

## Начало

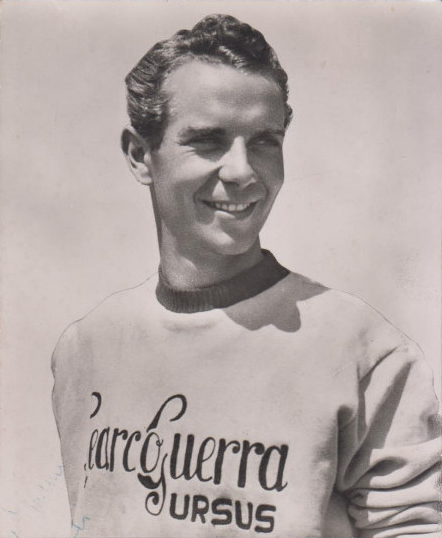
Хуго Коблет

Хуго Коблет родился в семье Адольфа и Хелены Коблет, пекарей из Цюриха. Вскоре его отец умер и мать осталась вдовой. Его старший брат помогал матери печь хлеб, а Хуго подметал пол и развозил на велосипеде заказы. В 17 лет он оставил пекарню и стал работать помощником механика на велодроме.

## Карьера
Первая же гонка, в которой швейцарец принял участие принесла ему победу и внимание Лео Амберга, участника Тур де Франс и призёра Тура Швейцарии. Амберг порекомендовал Коблету обратить внимание на трековые гонки. В 1945 году Хуго стал национальным чемпионом среди любителей в преследовании на треке. В следующем году стал профессионалом. В 1947 по 1953 год становился чемпионом Швейцарии в гонке преследования на треке.
В 1950 году Коблет впервые стартовал на трехнедельной многодневке. Ей стала Джиро д'Италия. К удивлению многих он выиграл 6 и 8 этап, показал ровные результаты и с первого же раза победил на Corsa Rosa. в дополнение к розовой майке швейцарец завоевал и майку лучшего горного гонщика. Вскоре Коблет одержал победу в общем зачёте родного Тура Швейцарии. И однодневки Гран-при Швейцарии, которую выиграет ещё в 1951 и 1954 годах.
В 1951 году он занял шестое место на Джиро и выиграл 19 этап. В июле швейцарец впервые стартовал на Тур де Франс — и снова поразил всех. Он выиграл пять этапов и генеральную классификацию Большой Петли.
В 1952 году в честь него швейцарская компания Cilo, выпустила именитый велосипед Cilo Hugo Koblet на легендарных трубах Reynolds 531, с впервые применяющимися на тот момент торцевыми манетками переключения передач в руле. Спустя пару лет, такую технологию позаимствовали и в Хвз, выпустив модель Чемпион.
Однако спустя год Коблет не стал защищать свой титул на Тур де Франс из-за скандала с амфетаминами, которые без его ведома ввели врачи. И хотя он принимал участие во французской супермногодневке в 1953 и 1954 году, однако завершить гонку он больше не смог, возможно потому, что перед этим дважды становился вице-чемпионом Джиро д’Италии. Также 1953 и 1955 году спортсмен в очередной победил на Туре Швейцарии. В 1955 году выиграл Тур Тичино.
в 1956 году Хуго не вошёл в состав гонщиков на Джиро и Тур де Франс, но впервые стартовал на испанской Вуэльте. Он выиграл 9 этап, но после вынужден был сойти. Эта победа стала последней в спортивной карьере швейцарца.
Он участвовал в велогонках до 1959 года, однако безуспешно.

## Личная жизнь
Швейцарец часто увлекался красивыми женщинами и имел репутацию ловеласа. Одной из его женщин была Вальтруда Хаас, австрийская актриса и певица. В 1953 году, в возрасте 28 лет Коблет женился на 22-летней модели Соне Буль. Они провели медовый месяц в Испании и купили виллу с видом на озеро в Цюрихе. Однако семейная жизнь супругов не сложилась. В 1964 году Хуго пытался примириться с женой, но она отказалась.

## Стиль жизни

Велогонщик всегда носил с собой расческу и одеколон. Иногда во время гонки он доставал расческу и причесывался, чтобы иметь достойный вид перед фотографами. Коблет был очень расточительным человеком и имел большие долги.

## Смерть
Через шесть лет после окончания карьеры, 6 ноября 1964 года Хуго Коблет разбился в автокатастрофе на своем белом Alfa-Romeo. По показаниям свидетелей, он проехал мимо груши на скорости более 120 км/ч, развернулся и поехал обратно. С третьей попытки велогонщик въехал в дерево на большой скорости и погиб. Считается, что причиной самоубийства стали долги и семейные неурядицы. В тот же самый день погиб олимпийский призёр в академической гребле Готтфрид Коттман, поэтому этот день принято считать «чёрным днём» швейцарского спорта.